# Autobahnkirche Baden-Baden

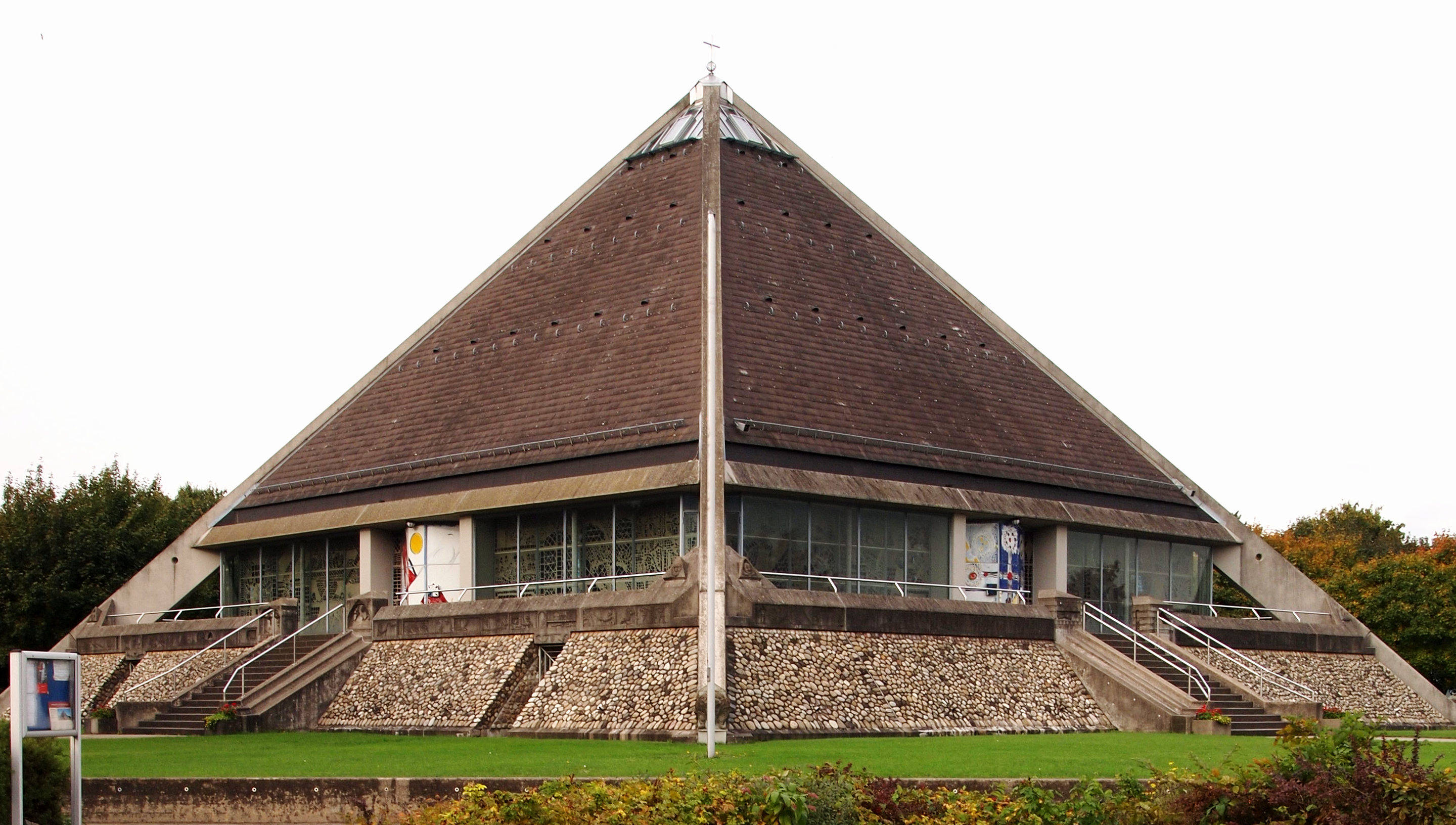
Autobahnkirche St. Christophorus

Die Autobahnkirche St. Christophorus Baden-Baden liegt beim Rasthof Baden-Baden an der Bundesautobahn 5 in Baden-Württemberg. Die Autobahnkirche steht unter dem Patrozinium des heiligen Christophorus, der als Schutzpatron der Reisenden gilt.

## Geschichte
Die Idee zum Bau der Autobahnkirche reicht bis ins Jahr 1965 zurück. Die Nachbargemeinde stellte das Gelände zur Verfügung, aber ohne das Engagement von Pfarrer und Bürgermeister wäre der Bau nicht möglich gewesen. Sie brachten der Erzdiözese Freiburg gegenüber entscheidende Argumente für den Kirchbau vor; nicht zuletzt auch deshalb, weil man die Erzdiözese als Hauptfinanzier gewinnen musste. So sollte die Autobahnkirche als Kontrast zur Hetze des Verkehrsflusses auf der Autobahn den Autofahrern eine Möglichkeit zu religiöser Besinnung bieten. Im Rahmen eines Architekturwettbewerbs wurde letztlich der Entwurf des Architekten Friedrich Zwingmann ausgewählt.
Der erste Spatenstich wurde am 21. Oktober 1976 vollzogen; fast zwei Jahre später, am 23. Juli 1978, fand die Einweihung durch den Freiburger Weihbischof Karl Gnädinger statt. Heute kommen jedes Jahr schätzungsweise ca. 300.000 Besucher zur Autobahnkirche.

## Architektur
Die Kirche besitzt eine Pyramidenform mit umlaufenden Fensterwänden. Die Verbindung vom Äußeren zum Inneren der Anlage stellen bunte Emailtüren dar. Das Kirchengebäude, dessen Gerüst ebenfalls ein Kreuz ergibt, steht in der Mitte der Anlage. Seitlich hinter dem Altar gibt es die Möglichkeit Kerzen anzuzünden. Die umlaufenden Fensterwände zeigen abwechselnd Szenen aus dem Leben Jesu und der Apokalypse. Sie werden ab Einbruch der Dunkelheit rundum beleuchtet.

Türen
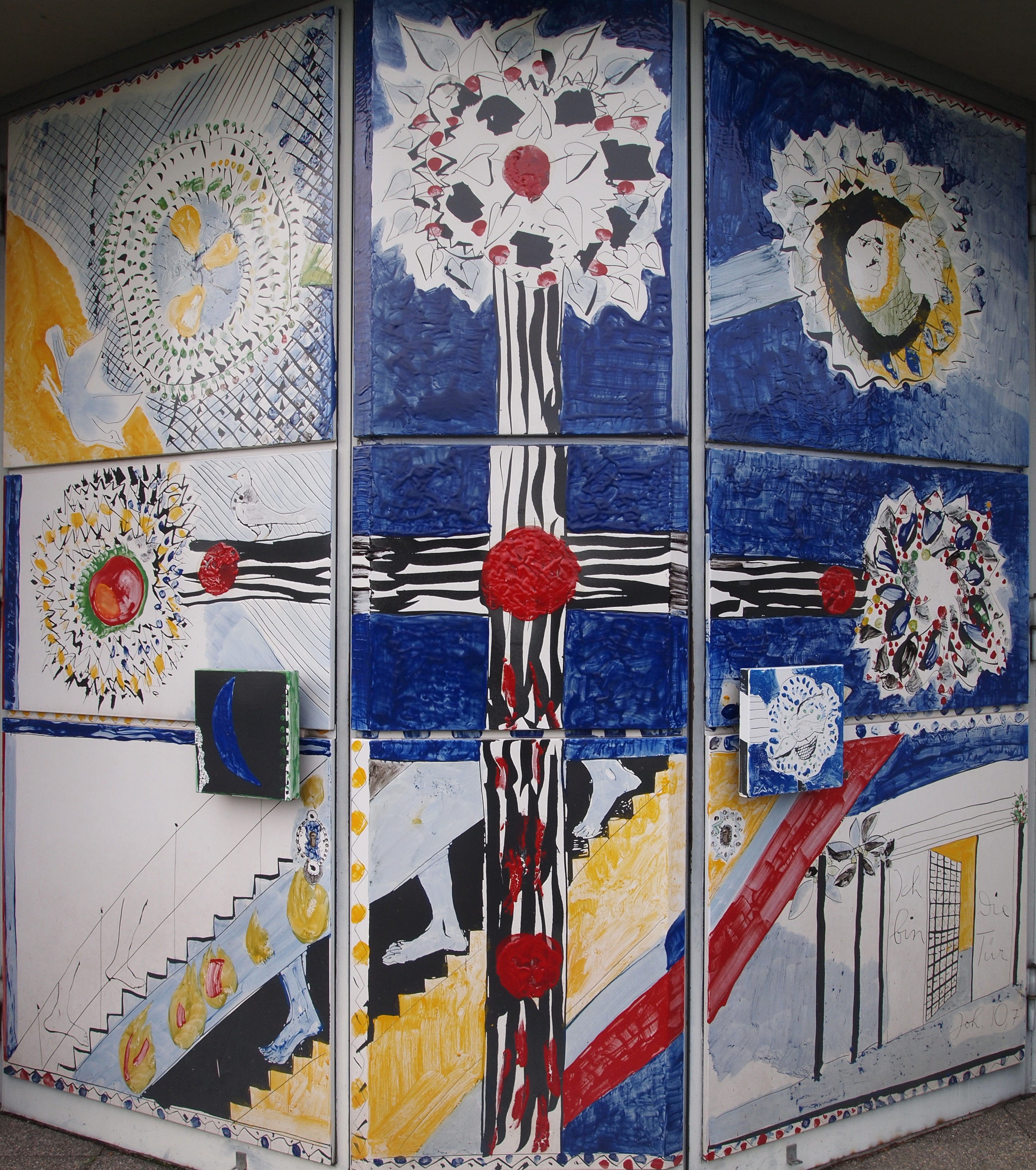
Vordertür
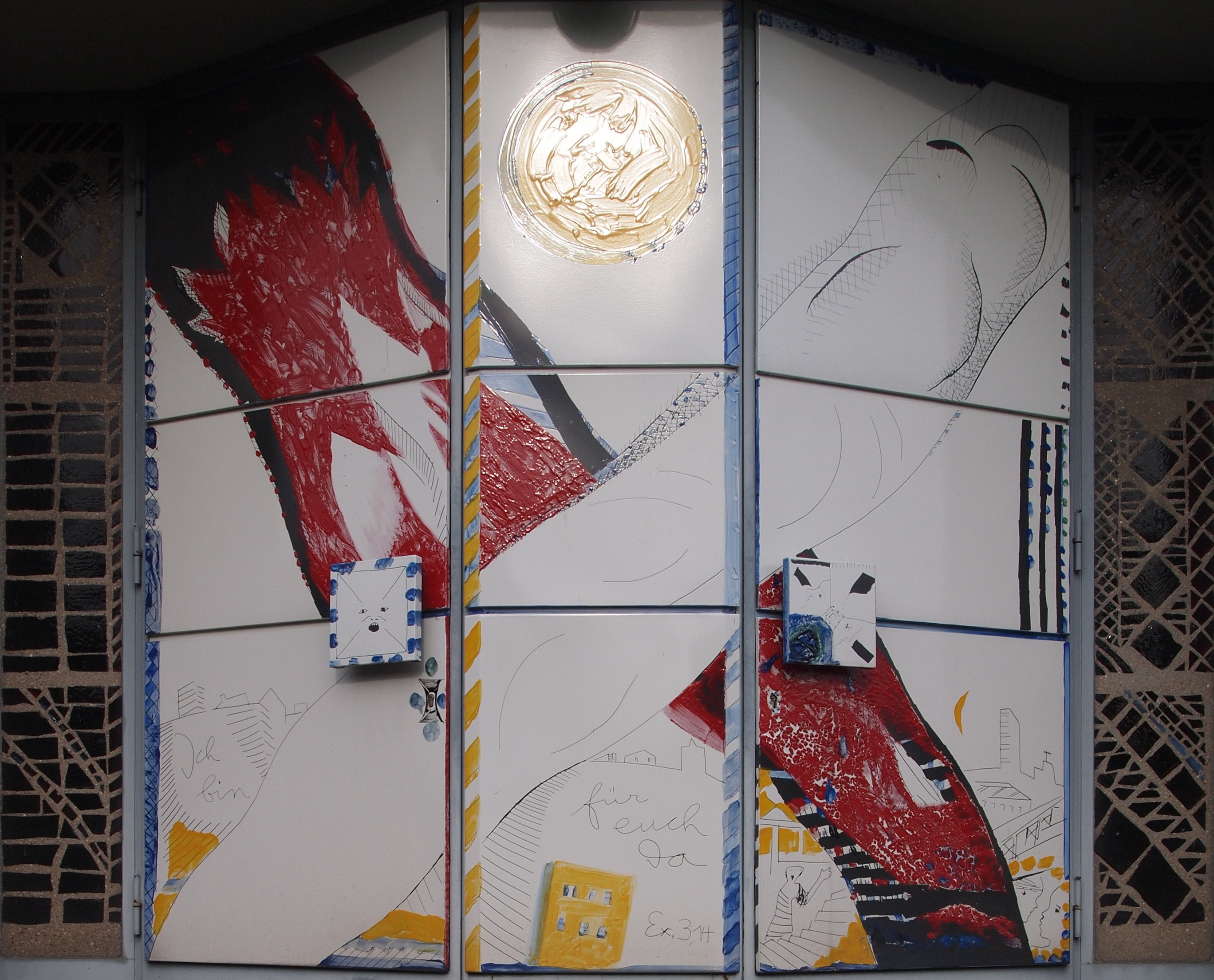
Südliche Seitentür
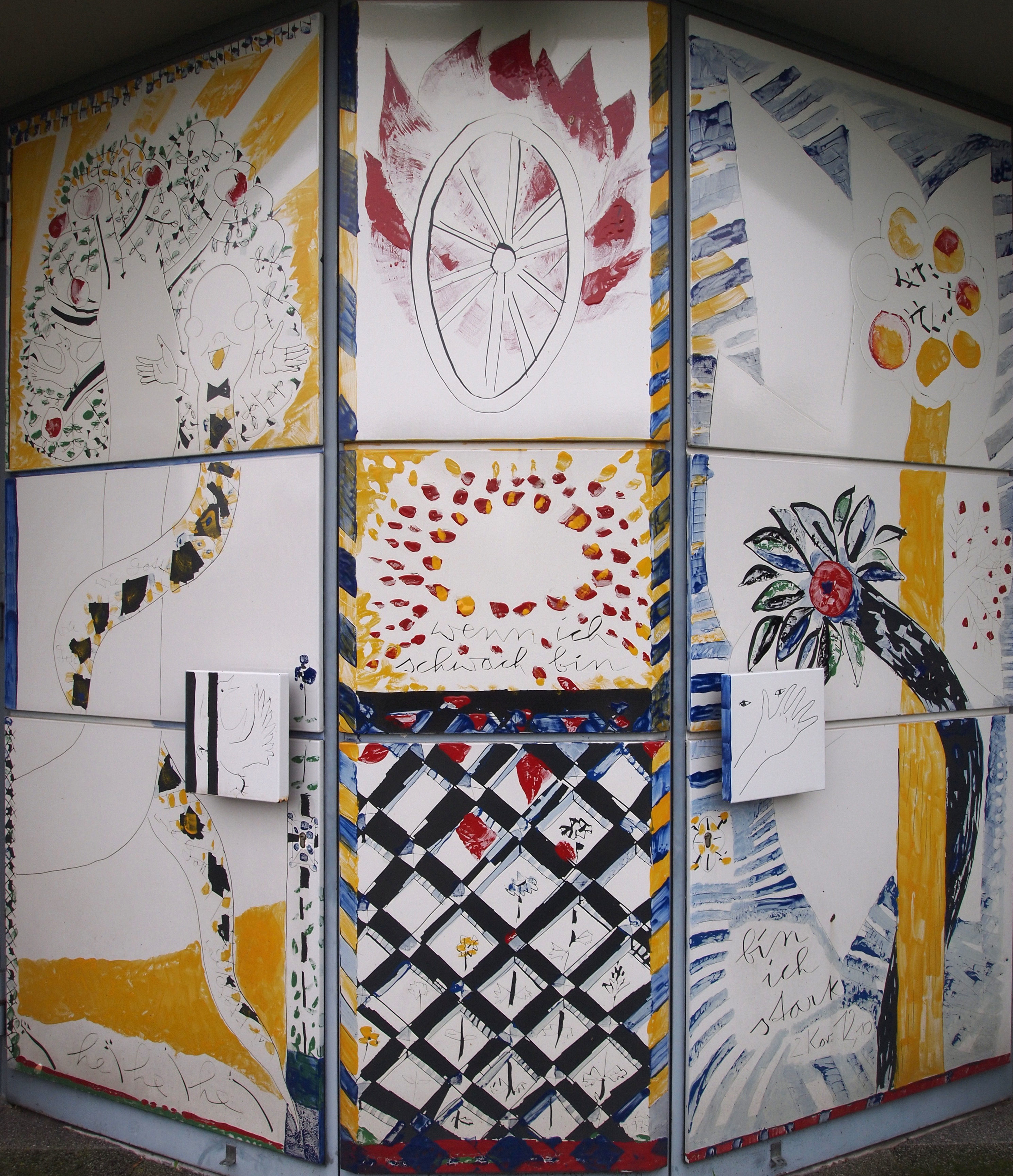
Nördliche Seitentür

## Außenanlage

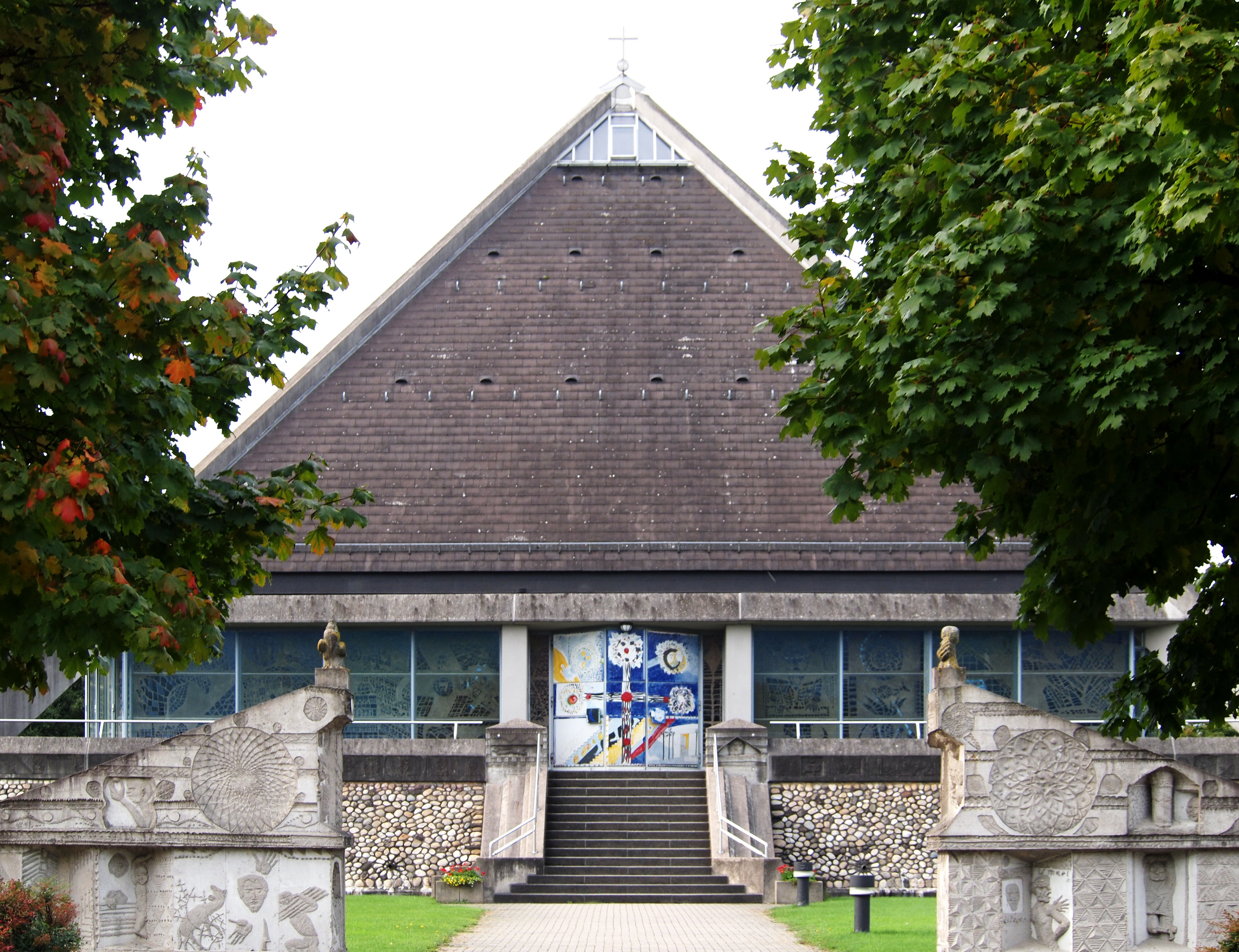
Zugang durch Ahornallee und Abrahamstor

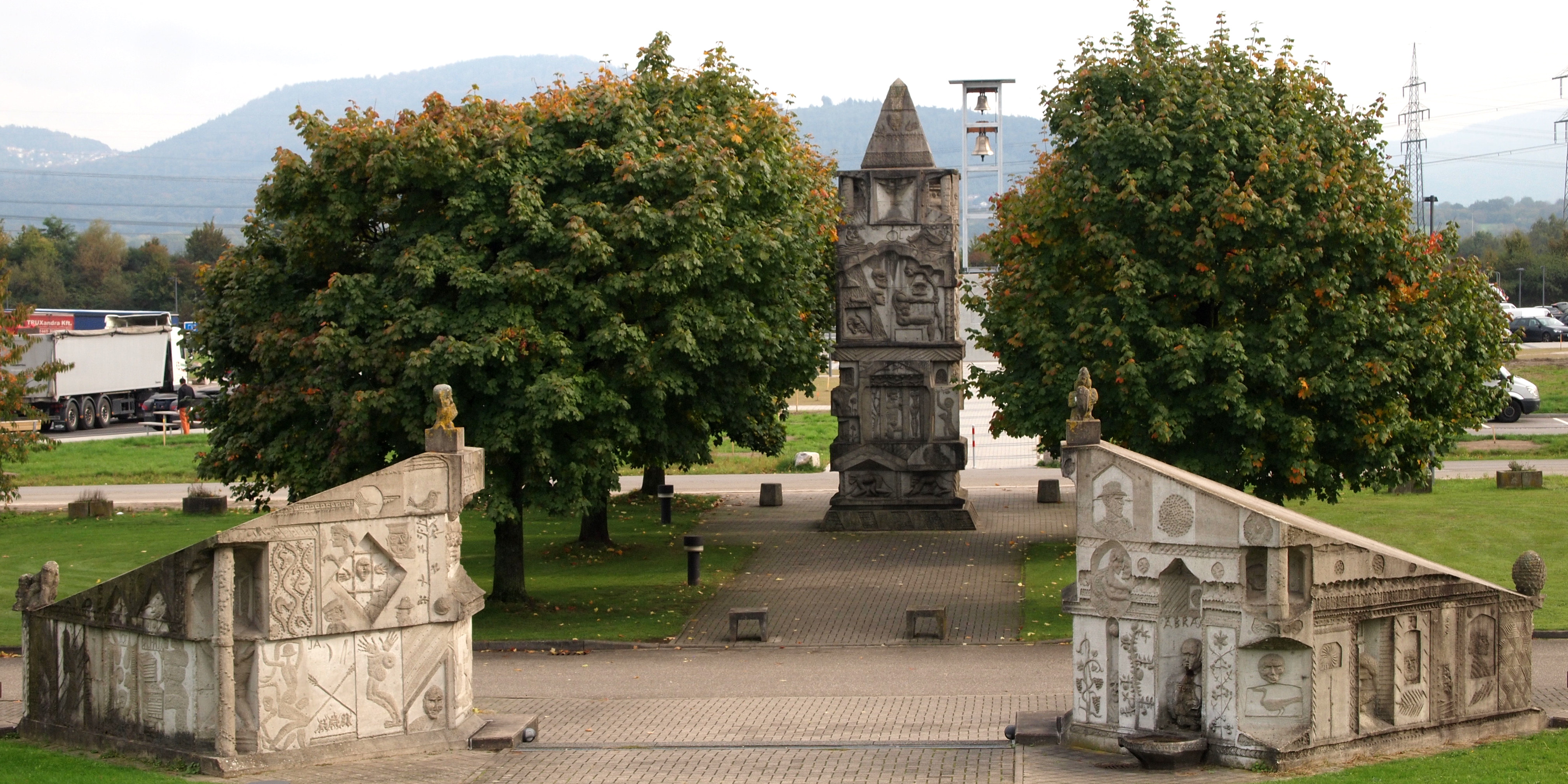
Abrahamstor, Noahturm und Glockenturm

Auf die Kirche hin führen vier in Kreuzform angelegte Ahornalleen, die in alle vier Himmelsrichtungen zeigen. Am Ende jeder Allee markiert eine mächtige Bildsäule aus Beton den Beginn des kirchlichen Bereichs. Diese Art der Betonkunst wiederholt sich im gesamten Bauwerk. Die in Styropor als Matrize ausgearbeiteten Darstellungen erscheinen durch Beton ausgegossen als positive, leicht rau oder porös wirkende Reliefs. Der Bildhauer Emil Wachter, dem die gesamte künstlerische Gestaltung der Autobahnkirche oblag, hat in dieser Weise nahezu jedes Teil der Autobahnkirche verziert, so die Wände, die Dachkonstruktion, die Altäre und auch das Bildwerk außerhalb der Kirche. Jede der vier Bildsäulen soll symbolhaft die Bibel in die Gegenwart übertragen:
- Im Osten: Noah – wissen woher
- Im Westen: Johannes der Täufer – wissen wohin
- Im Norden: Elia – der Einzelne und die Macht
- Im Süden: Moses – Gott und Gesellschaft.

An den Bildsäulen befinden sich neben Figuren und Szenen aus der Bibel auch solche aus neuerer Zeit.

## Glocken

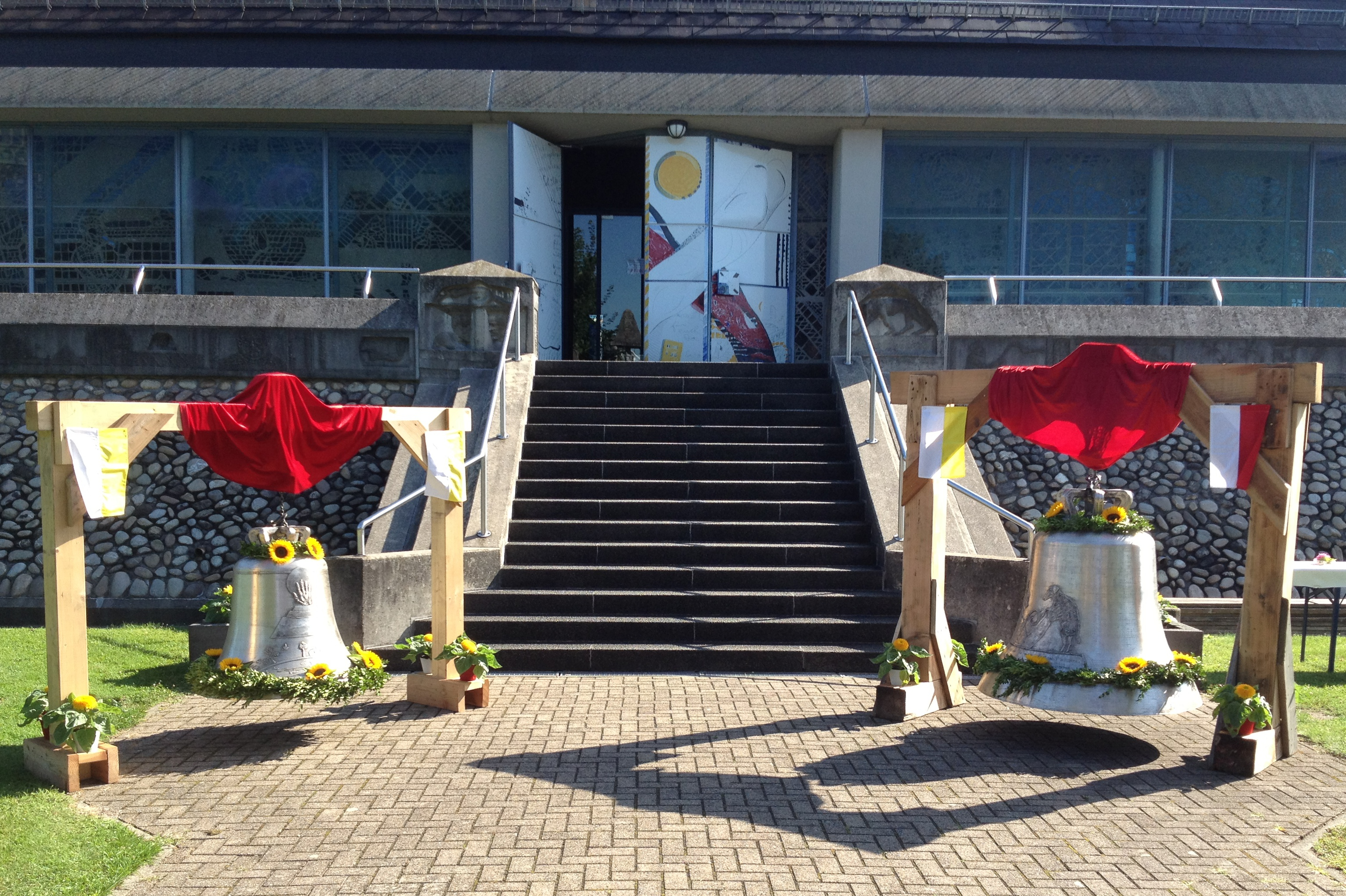
Die beiden neuen Glocken der Autobahnkirche (2012)

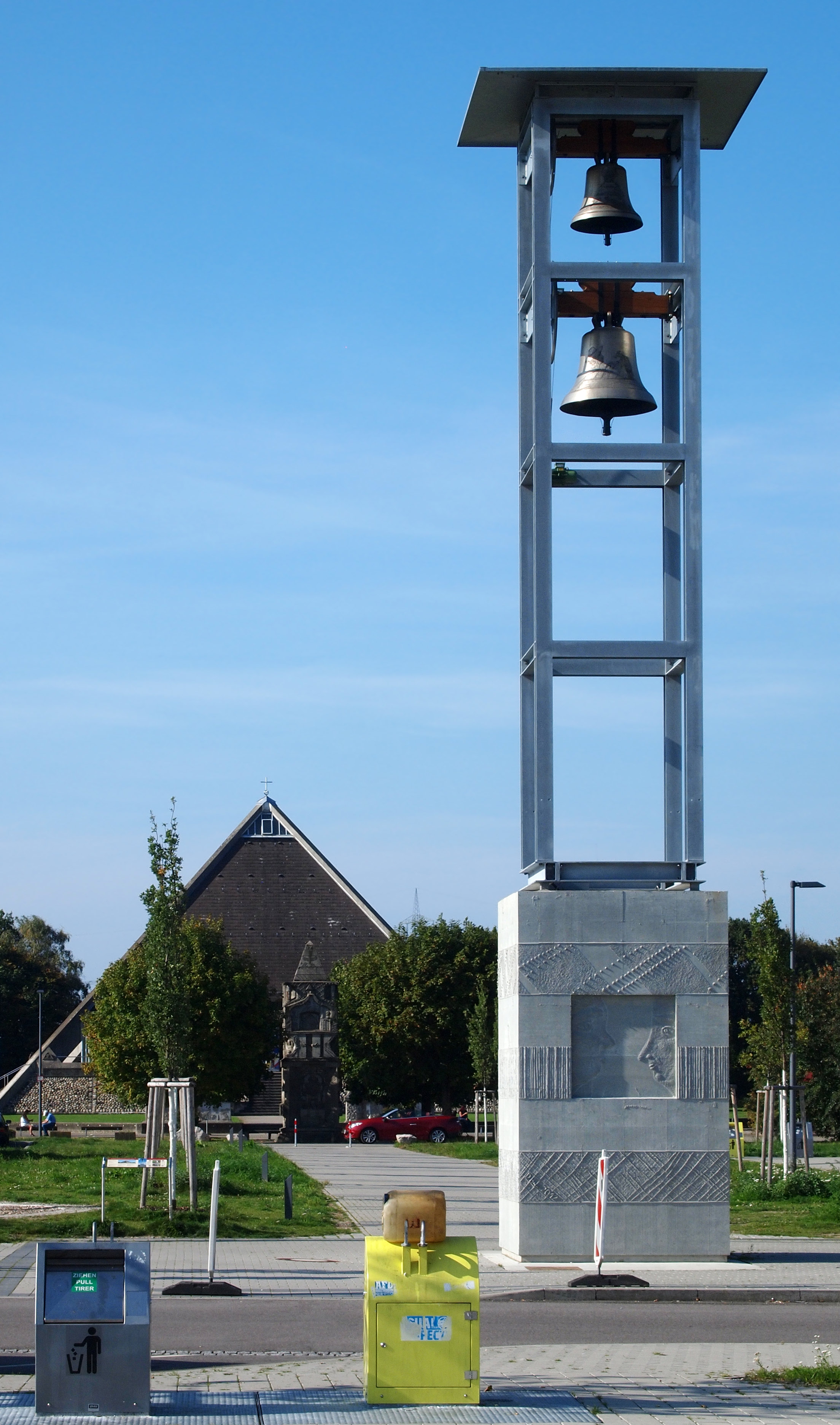
Glockenturm mit den beiden Glocken (Oktober 2014)

Im Zuge der Neugestaltung und Erweiterung der Tank- und Rastanlage Baden-Baden hatte das Regierungspräsidium Karlsruhe die Erstellung eines Kunstwerks auf dem Gelände der Rastanlage in der Sichtachse der Autobahnkirche vorgesehen. Da die Autobahnkirche keine eigenen Glocken hatte, existierten von verschiedenen Seiten schon seit längerem Überlegungen, einen Ort für Glocken an der Autobahnkirche zu suchen.
Hierfür wurde im November 2012 ein vier Meter hohes Betonfundament gegossen. Für die Gestaltung des Betonsockels sowie den Glockenschmuck konnte Emil Wachter gewonnen werden, er starb jedoch im Januar 2012. Seine Tochter Dorothee Bode übernahm die Gestaltung der Glockenzier.
Auf dem Sockel wurde im Juli 2013 der Glockenträger aufgestellt, der bei der Papstmesse in Freiburg in Benutzung war und ein Geschenk der Erzdiözese Freiburg ist. Er trägt zwei Glocken aus der Glockengießerei Bachert, die am 22. Juli 2012 geweiht wurden: Die beiden Glocken sollen den Dialog zwischen Gott und den Menschen darstellen.
Die große Glocke mit einem Gewicht von 1000 kg und einem Durchmesser von 120 cm wird „Gottesglocke“ genannt. Die Reliefs dieser Glocke zeigen auf der einen Seite das Auge Gottes, das über die ganze Schöpfung wacht. Auf der anderen Seite ist Gott als Hirte zu sehen, der liebevoll ein Schaf in seinen Händen hält, entsprechend den biblischen Bildern vom Guten Hirten. Die Bilder bezeugen Gott, der uns in Jesus Christus nahegekommen ist. Die Gottesglocke erklingt im Ton f1.
Die kleine Glocke mit einem Gewicht von 500 kg und einem Durchmesser von 90 cm erinnert an den Menschen, der sich nach Frieden und Heil, nach Glück und Erfüllung, letztlich nach Gott sehnt. Sie wird daher „Menschenglocke“ genannt. Das Gebetswort zur Eröffnung des Stundengebets der Kirche ist auf der „Menschenglocke“ zu lesen: „O Gott, komm mir zu Hilfe. Herr, eile mir zu helfen“. Auf einem Relief kann man die sehnsuchtsvoll nach oben ausgestreckte Hand, darunter Häuser, Bäume und Pflanzen sehen. Das zweite Relief dieser Glocke zeigt Gott als Beschützer der Menschen. Die Glocke erklingt im Ton b1 und schlägt „für alle Menschen guten Willens“, so die Worte der Inschrift.
Am Turm sowie an sechs weiteren Stellen in und um die Kirche befinden sich zudem QR-Codes, die im Rahmen des Projekts Geistliche Kirchenführung für mobile internetfähige Geräte angebracht wurden. Sie geben Auskunft über die Geschichte des Turms, über die Bildwelt sowie über das theologische Programm der von Emil Wachter gestalteten Kirche.

## St. Christophorus Choral
Der St. Christophorus Choral ist eine eigens für die Autobahnkirche geschriebene Komposition für Orchester und Kirchenorgel des Komponisten Sebastian Tuschla-Hoffmann. Diese wurde 2022 anlässlich eines Festgottesdienstes in Baden-Baden uraufgeführt. Die Komposition beschreibt musikalisch die Architektur und künstlerische Gestaltung der Autobahnkirche, wie auch den Kontrast des Verkehrslärms zur Auszeit und Besinnung.